# 岩相学
岩象学是岩石学的一个分支，专注于岩石的详细描述。研究岩相学的人被称为岩象学家（英語：petrographer）。岩石中的矿物含量和組織(texture)的关系被详细的描述。
岩象的描述开始与实地现场记录，其中包括手工样品放大镜描述。然而，对于岩象学家最重要的工具是岩石顯微鏡(英語：Petrographic microscope)用光學礦物學對礦物進行詳細分析在薄片中，微觀紋理和結構對於理解岩石的起源至關重要。
另外，岩象學（Petrography）雖也有人譯作岩相學，但容易與地層學中的岩相（lithofacies）誤用。故應譯作使用岩象較為標準。